# ليلى ماحي
ليلى ماحي (ولدت في سبتمبر عام [[[1890]] في بيروت، لبنان في 12 آب 1932 في مدينة باريس، فرنسا)، كاتبة فرنسية.
نُشر أول عمل لها «على هوامش السعادة» (En Marge du Bonheur) عام 1929. وظهر كتابها الثاني«الكاهنة بدون الله» (La Prêtresse sans Dieu) عام 1931، أي قبل وفاتها بعام. تمّ نشر كلا العنوانين عبر لويس كيريل - Louis Querelle (شارع 26 كامبون، باريس) بكميات مرقمة ومحدودة، وقد بيعت كلها.  

## حياتها الشخصية

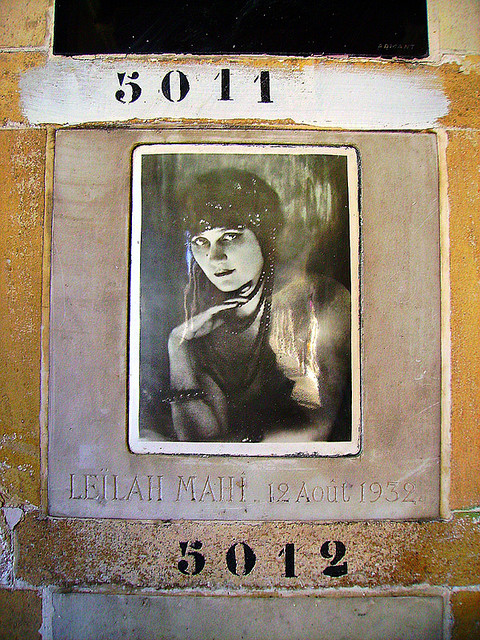

تسجل في شهادة وفاتها أنها غير متزوجة ومكان سكنها في شارع 13 شكسبير نيس (Alpes-Maritimes)، لكنها توفيت في باريس في شارع 59 جيوفروي سانت هيلير. يمكن العثور على نصبها التذكاري في مقبرة بير لاشيز (Père Lachaise Cemetery).